# Arthur B. McDonald
Arthur Bruce McDonald (* 29. srpna 1943 Sydney, Nové Skotsko) je kanadský astrofyzik, ředitel kanadských neutrinových laboratoří SNOLAB v Sudbury a profesor na Královnině univerzitě v Kingstonu ve státě Ontario. Spolu s Takaakim Kadžitou získal Nobelovu cenu za fyziku za rok 2015. Byla udělena za objev oscilace neutrin, který dokazuje, že neutrina mají hmotnost.
Arthur B. McDonald roku 1965 absolvoval studium fyziky na Dalhousieově univerzitě, doktorát získal na Kalifornském technologickém institutu. V letech 1970 až 1982 působil jako výzkumný pracovník v Nukleárních laboratořích Chalk River severozápadně od Ottawy. Potom byl až do roku 1989 profesorem fyziky na Princetonské univerzitě. Od té doby vede oddělení výzkumu na Královnině univerzitě v Kingstonu. V roce 2011 mu Kanadská královská společnost udělila Medaili Henryho Marshalla Toryho za výjimečný vědecký přínos.